# Amanite rougissante
Amanita rubescens
Espèce
Amanita rubescens, l'Amanite rougissante ou l'Amanite vineuse, familièrement la Golmotte, est une espèce de champignons basidiomycètes du genre Amanita dans la famille des Amanitaceae. Espèce très commune poussant aussi bien sous feuillus que sous conifères, elle est caractérisée par sa chair rougissante dans les blessures, son anneau strié et sa base bulbeuse. Une fois cuite, c'est un comestible réputé, elle est toxique crue.

## Systématique
Le nom scientifique complet (avec auteur) de ce taxon est Amanita rubescens Pers..

### Synonymes
Amanita rubescens a pour synonymes :
- Agaricus magnificus Fr.
- Agaricus rubens Scop., 1772
- Agaricus rubescens (Pers.) Fr.
- Agaricus verrucosus Bull.
- Amanita annulosulfurea (Gillet) Seyot
- Amanita annulosulphurea (Gillet) Seyot
- Amanita magnifica (Fr.) Gillet
- Amanita rubens (Scop.) Quél., 1886
- Amanita rubescens (Pers.) Gray

### Noms vulgaires et vernaculaires
Ce taxon porte en français les noms vernaculaires ou normalisés suivants : Amanite rougissante, Amanite vineuse, Oronge vineuse, Amanite rougeâtre, Golmotte.

## Description du sporophore

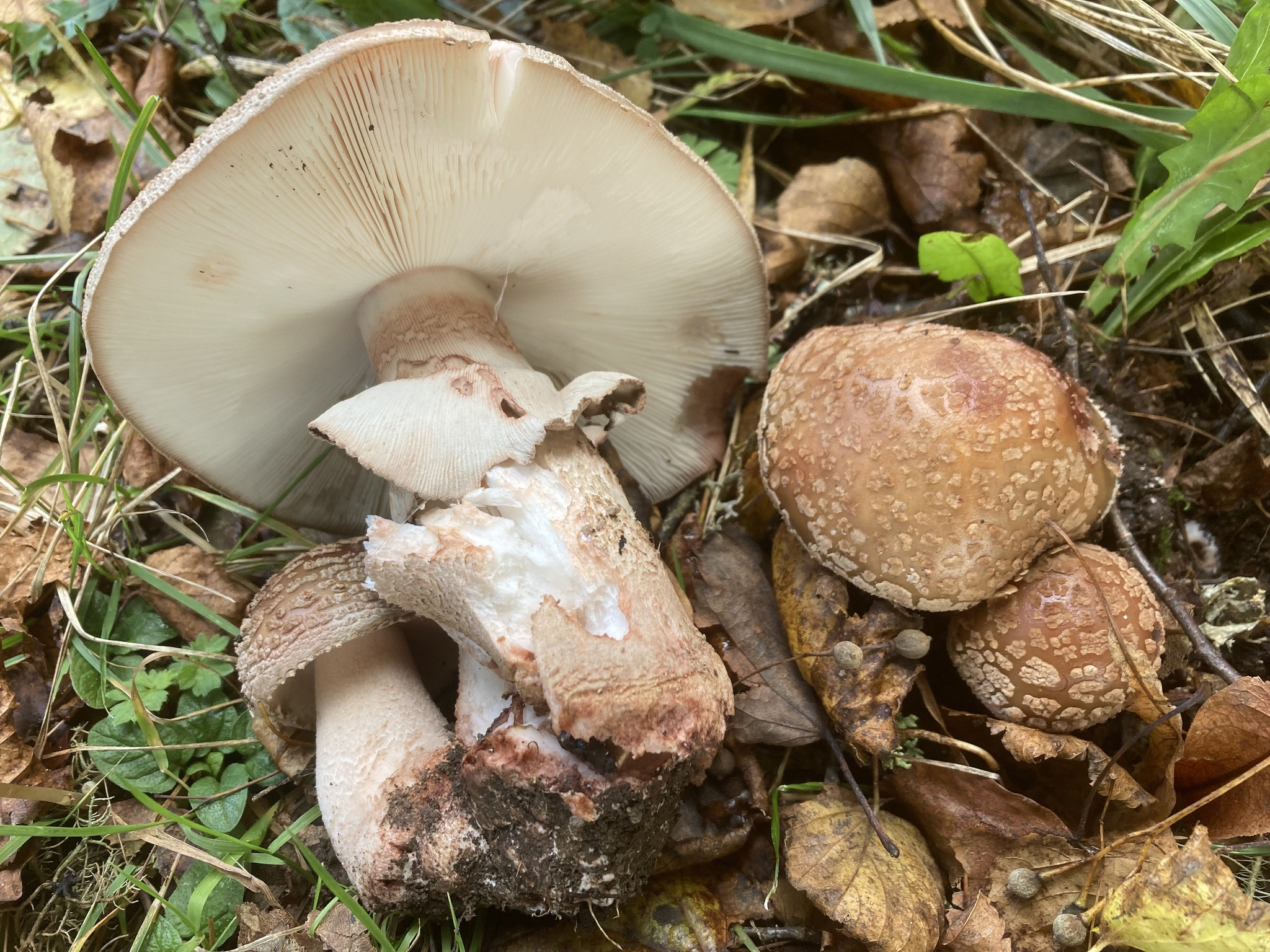
Collection de sporophores de A. rubescens en France.

Le chapeau mesure 4 à 15 cm de diamètre, il est initialement globuleux puis convexe et finalement aplati à maturité avec une marge lisse à faiblement striolée, tout de même généralement non striée. Il est blanchâtre, crème, brun, brun ochracé, jaunâtre sale, ocre brunâtre à jaune marron envahi ou marbré de rouge vineux, rose vineux, rougeâtre ou brun rougeâtre puis brun vineux uniforme. La cuticule se pèle facilement. Il est recouvert de plaques écailleuses, de verrues ou de petits flocons sales, gris ou rouge brunâtre, confluents et irréguliers. Ces vestiges du voile général peuvent être labiles en fonction des intempéries,,,.
Ses lames sont libres à adnées, larges, serrées, inégales, avec des lamelles et des lamellules tronquées. Elles sont blanches à blanchâtres puis maculées ou tachées de rose vineux à vineux, presque rose chair avec l'âge. Elles rougissent à la blessure. Sa sporée est blanche,.
Le pied mesure 6 à 20 cm de hauteur pour 1 à 3 cm de largeur. Il est plus ou moins robuste, clavé, charnu, initialement plein puis creux et terminé à la base par un bulbe ovoïde en oignon généralement non marginé et très renflé au milieu, lisse ou présentant de fines couronnes de verrues, sans volve. Il est nu ou finement zôné de cernes, de couleur blanchâtre à brunâtre et souvent teinté de rose vineux, surtout à l’emplacement des morsures de larves, larves quasiment systématiquement présentes à la base, même chez les jeunes exemplaires. Il est orné d'un anneau blanc pendant ourlé de brun rougeâtre à la marge, membraneux, persistant, pendant, strié verticalement en-dessus jusqu'à l'insertion des lames,,.

Sa chair est cassante lorsqu'elle est jeune, plus tendre à maturité. Elle est blanche, légèrement rosâtre à rouge vineux sous la cuticule, dans les blessures et dans le bulbe. Elle s'oxyde en rose à rouge vineux au contact de l’air, dans les blessures et à la cassure. Ce rougissement « lie de vin » caractéristique peut être discret et parfois inexistant par temps sec. Elle est souvent et précocement parasitée à la base du pied, rongée par les larves d'insectes. Son odeur est faible, pratiquement nulle, non caractéristique et sa saveur est douce à légèrement acidulée (sauf dans certaines formes),,. 

Principaux caractères distinctifs
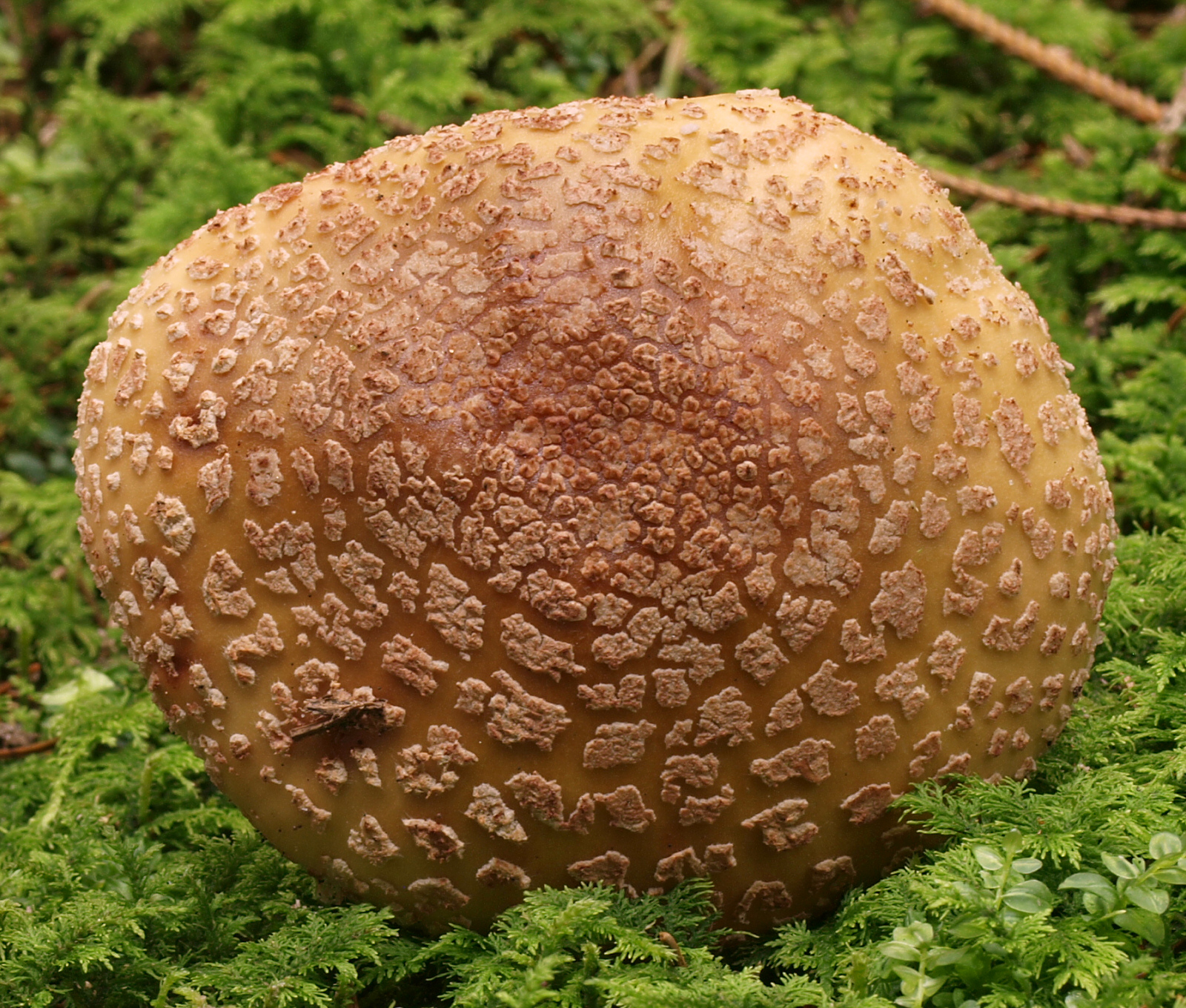
Chapeau ochracé à plaques sales.
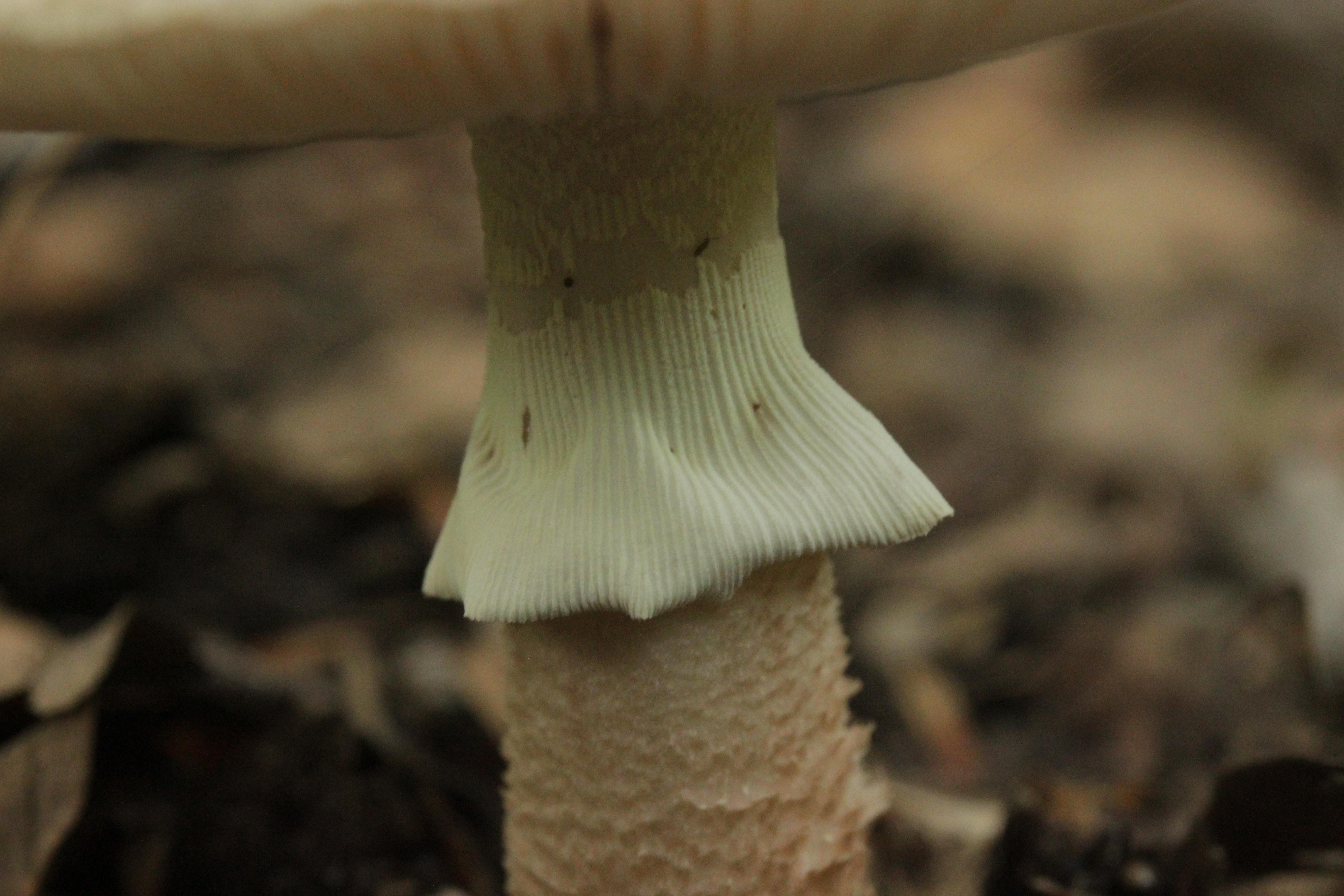
Anneau en jupe strié verticalement.
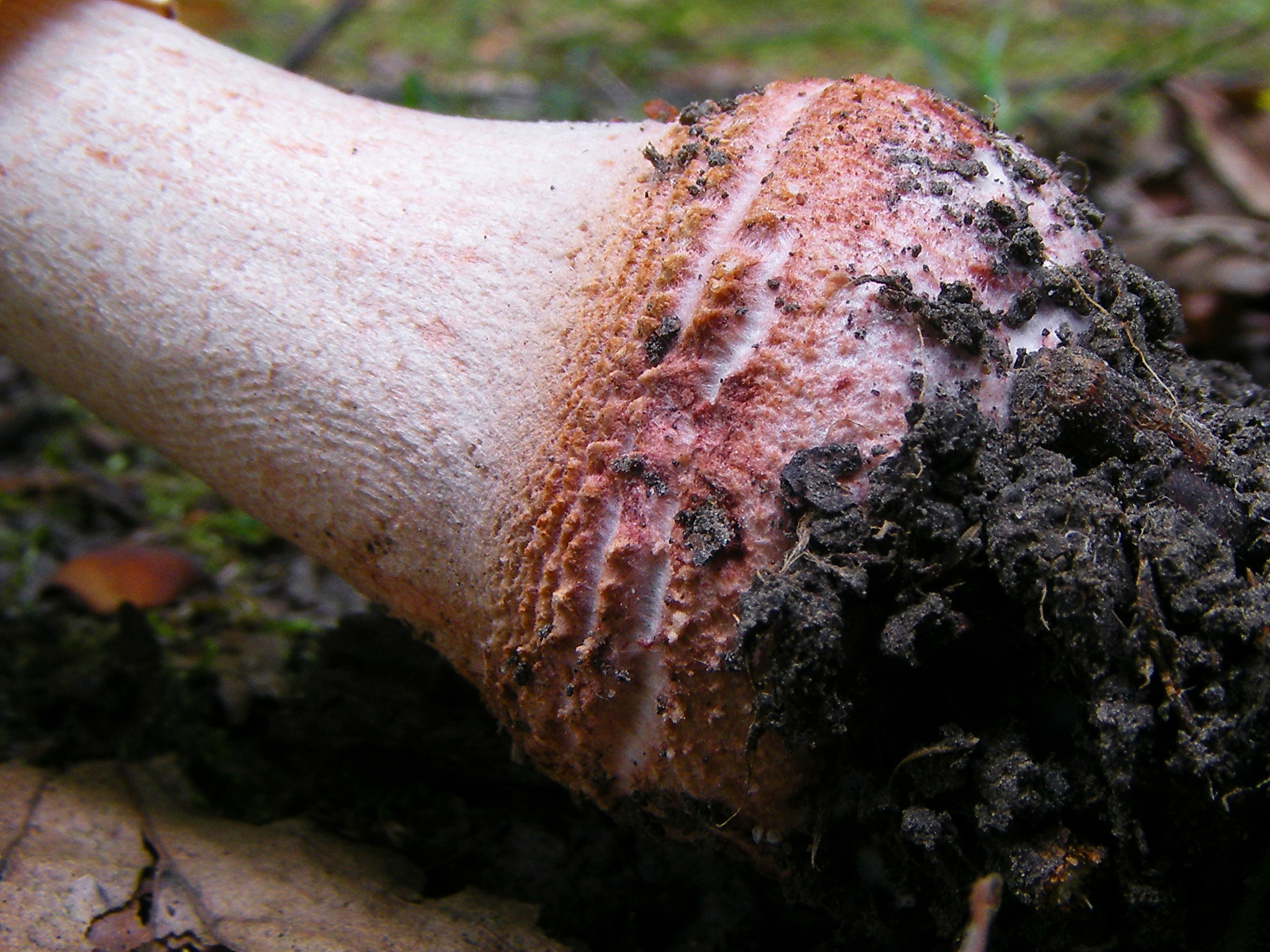
Base du pied en bulbe.
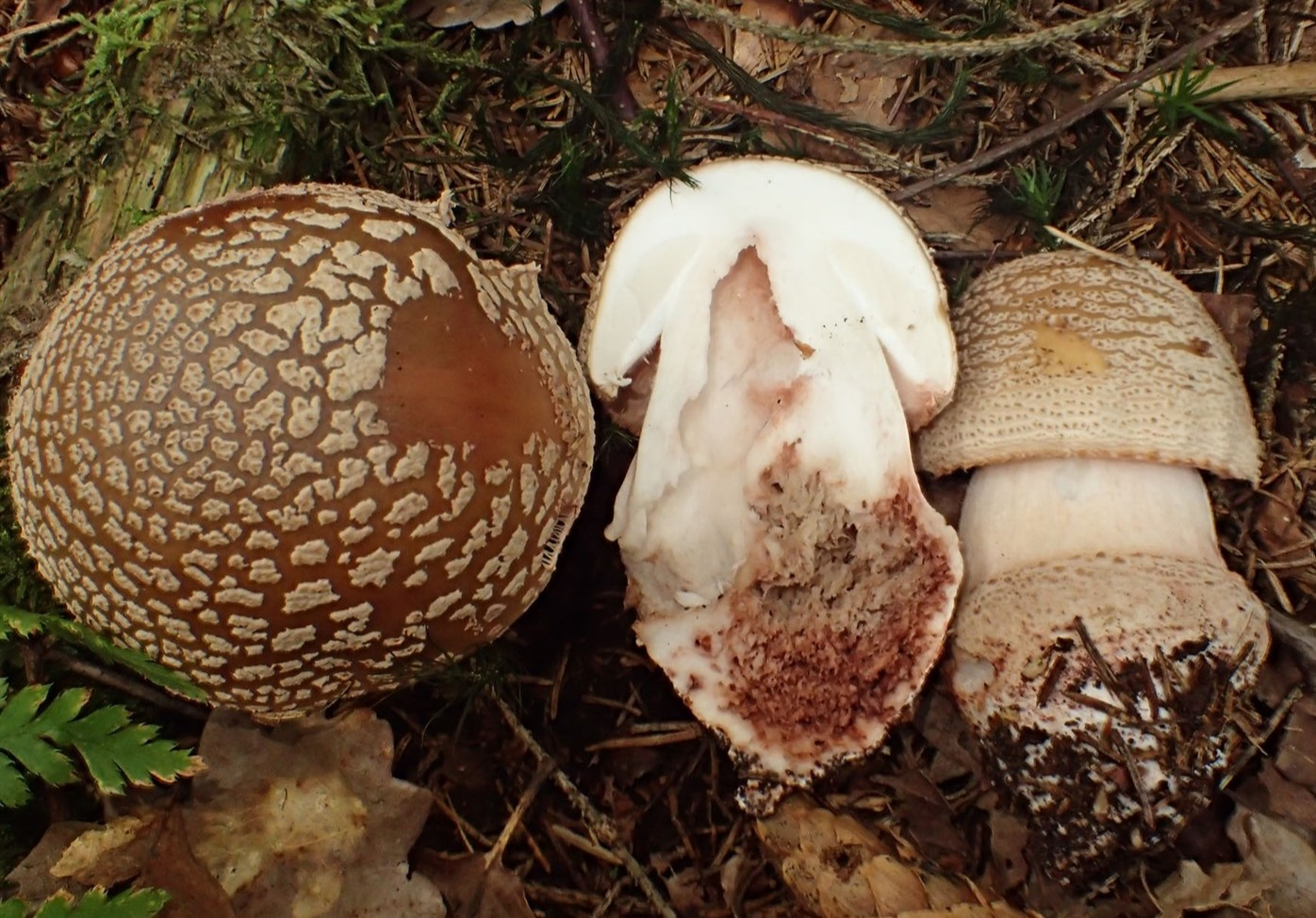
Rougissante dans les blessures, base véreuse.

### Caractéristiques microscopiques
Ses spores mesurent  8 à 10 µm x 6 à 7 µm, elles sont elliptiques et amyloïdes.

## Galerie

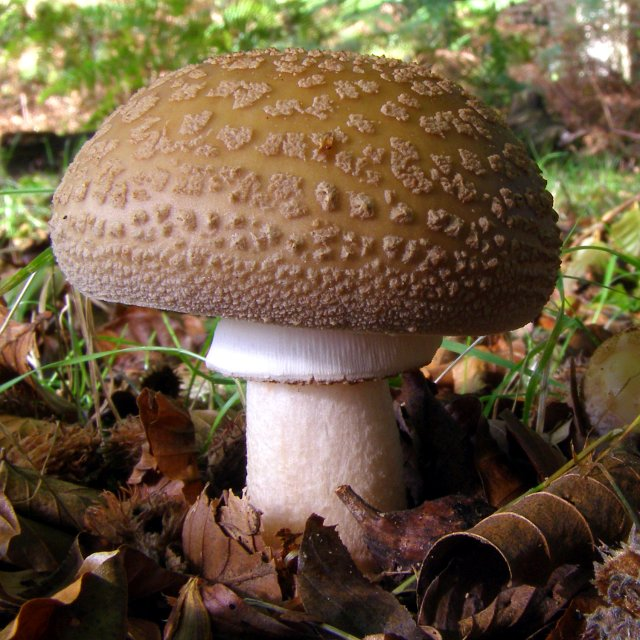
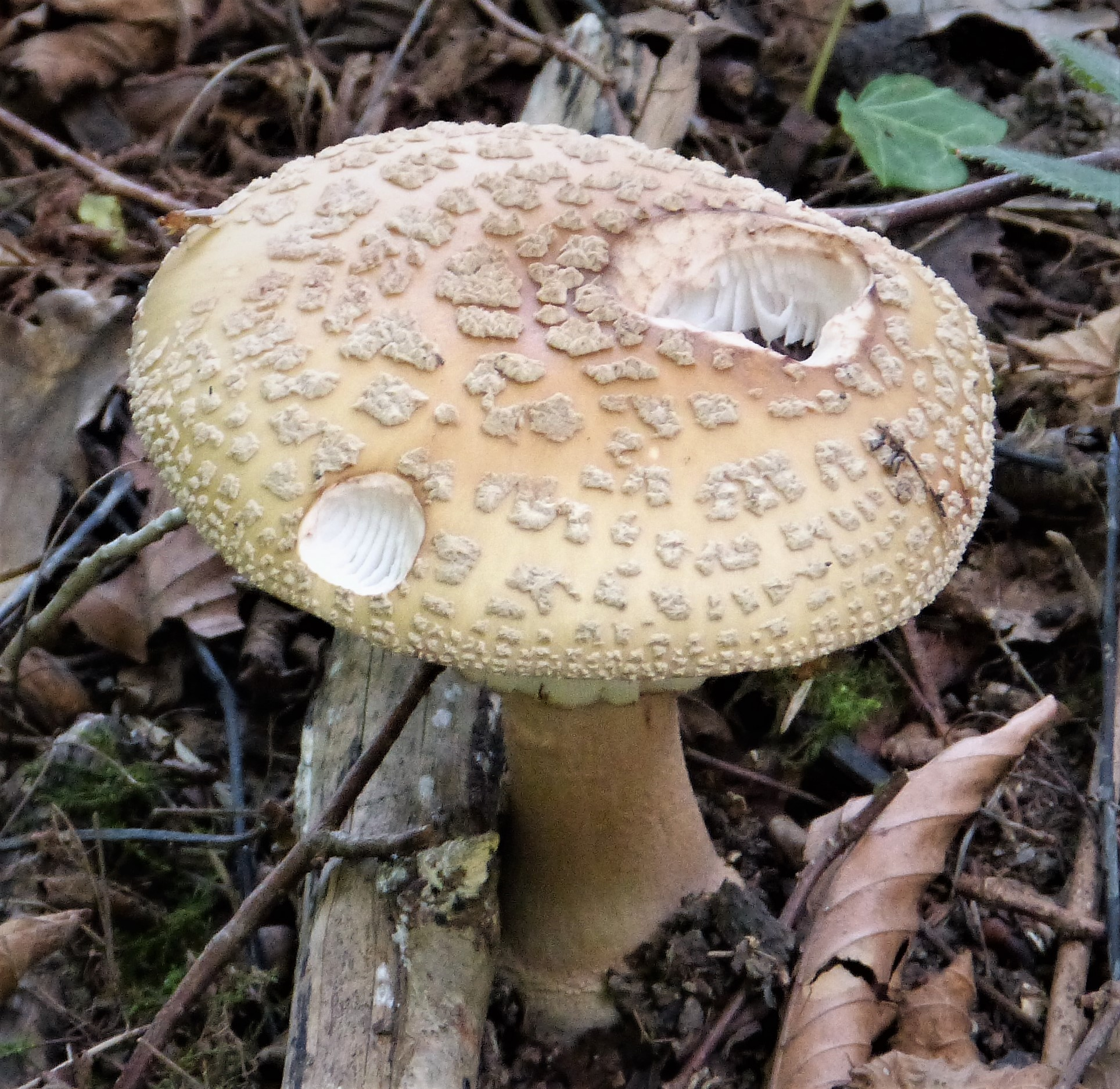
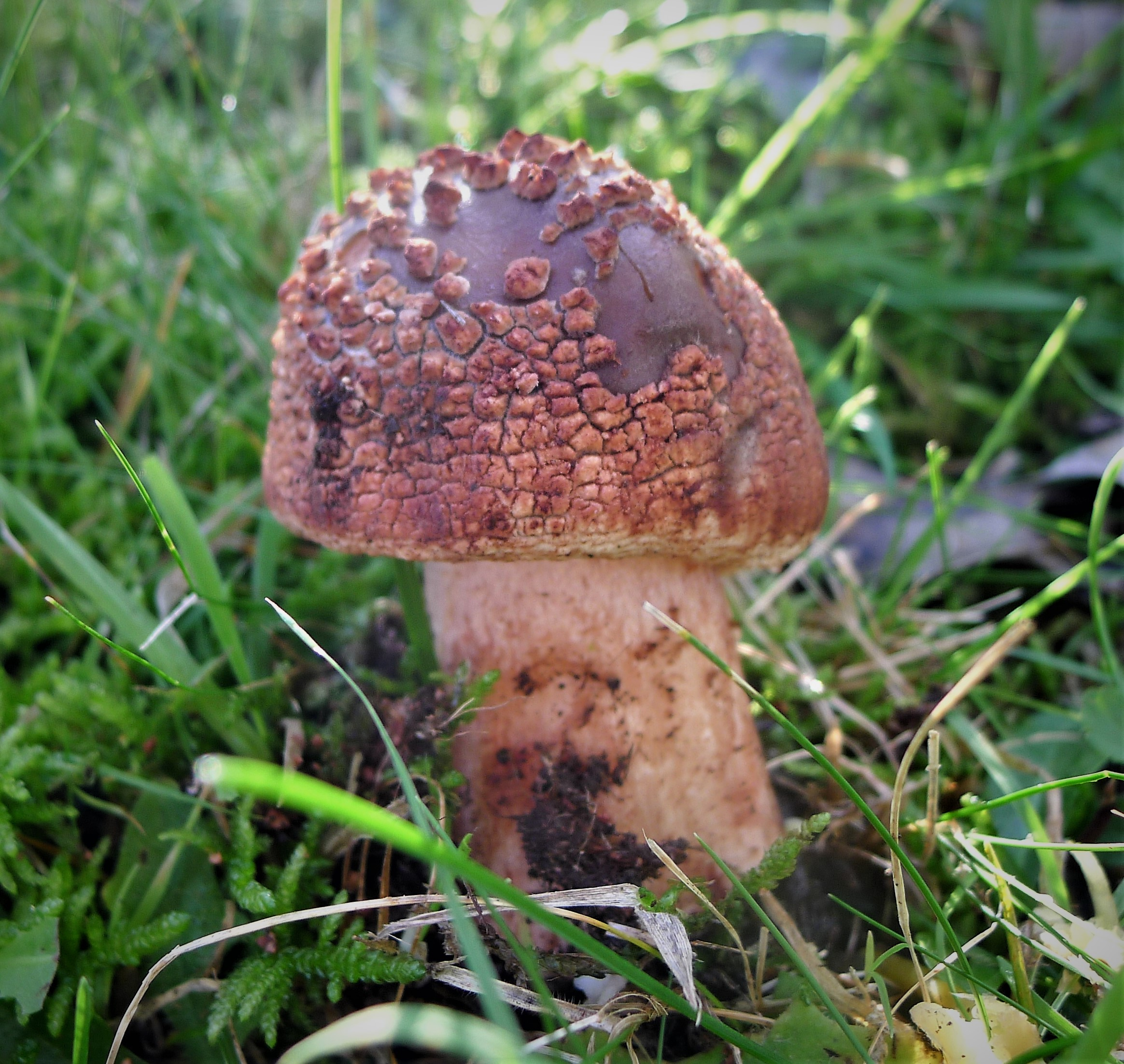
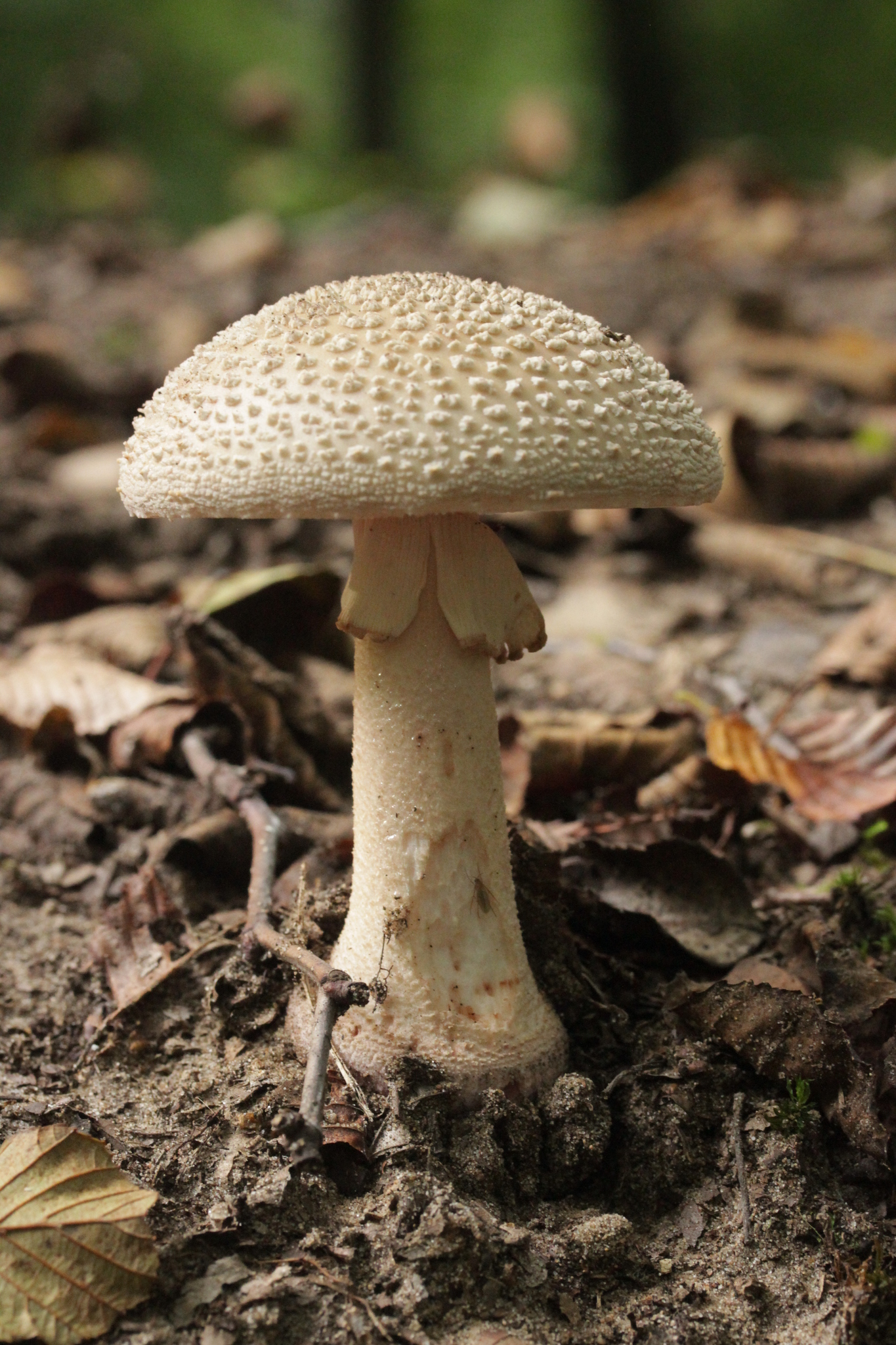
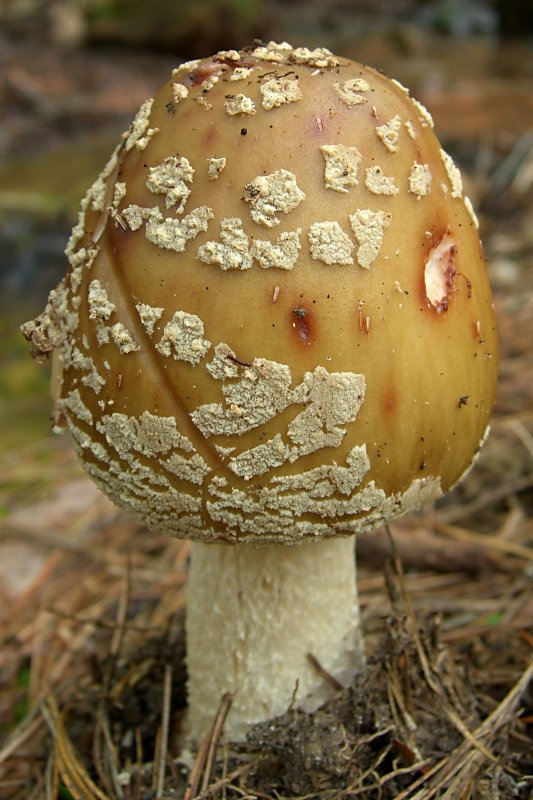
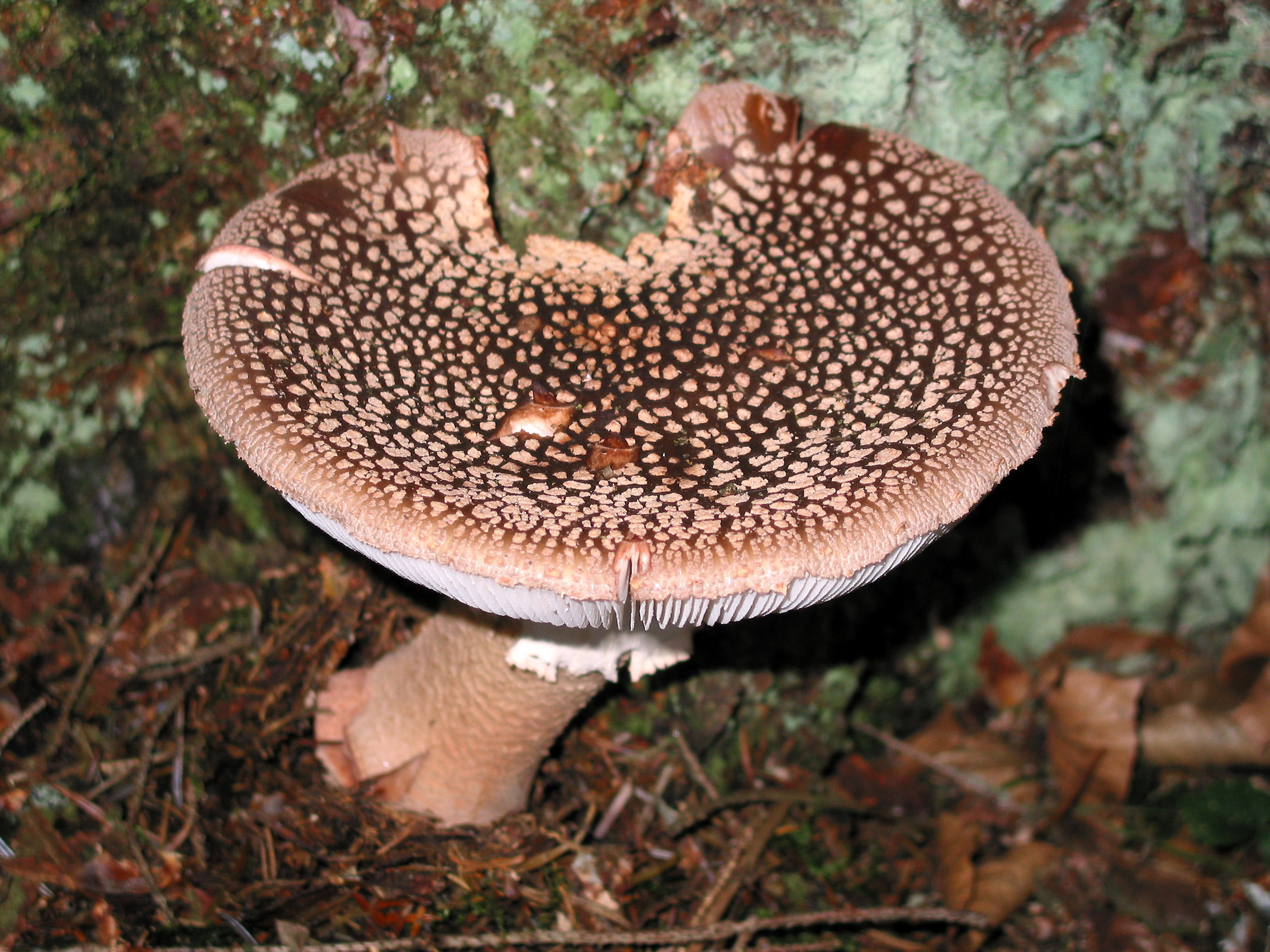
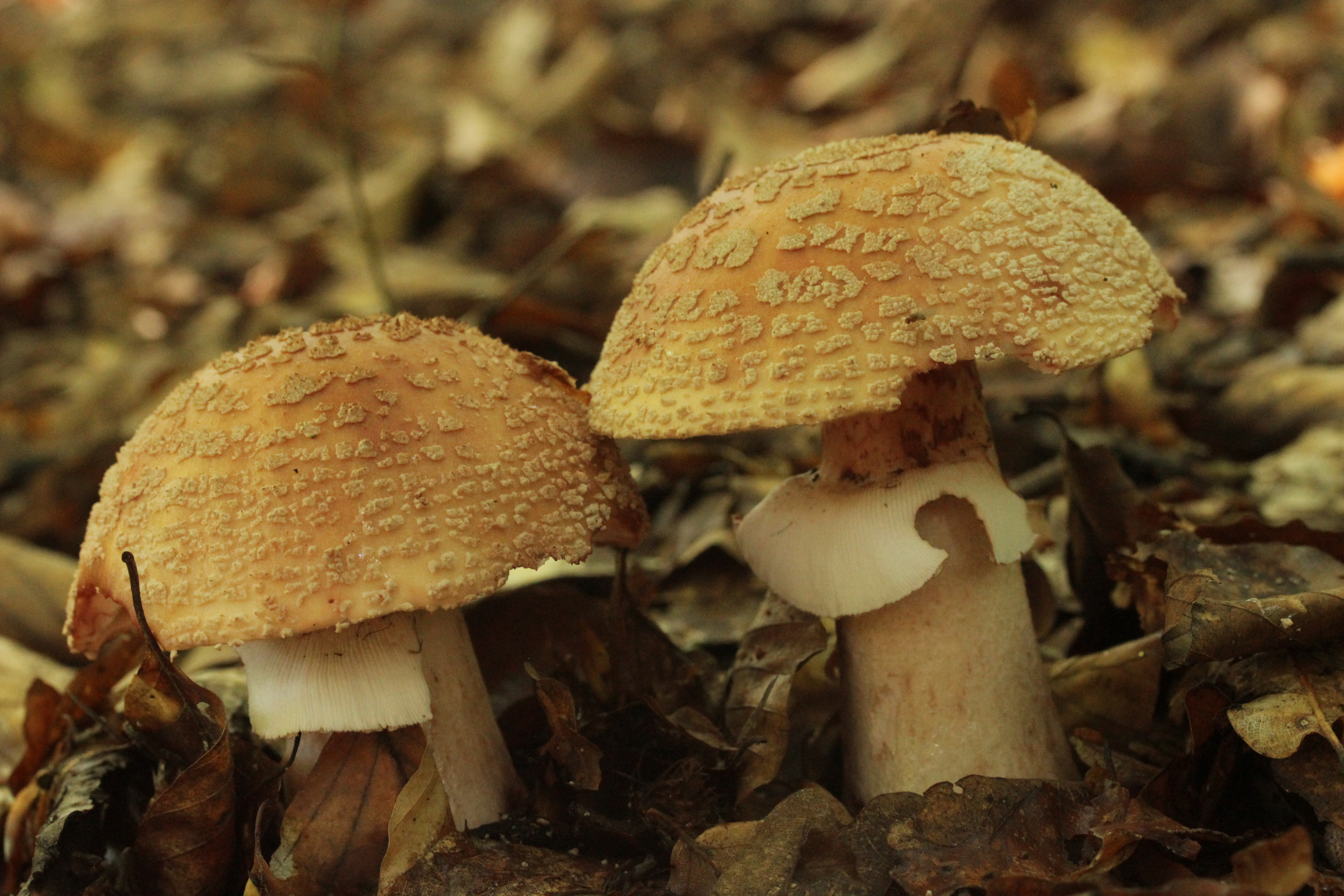
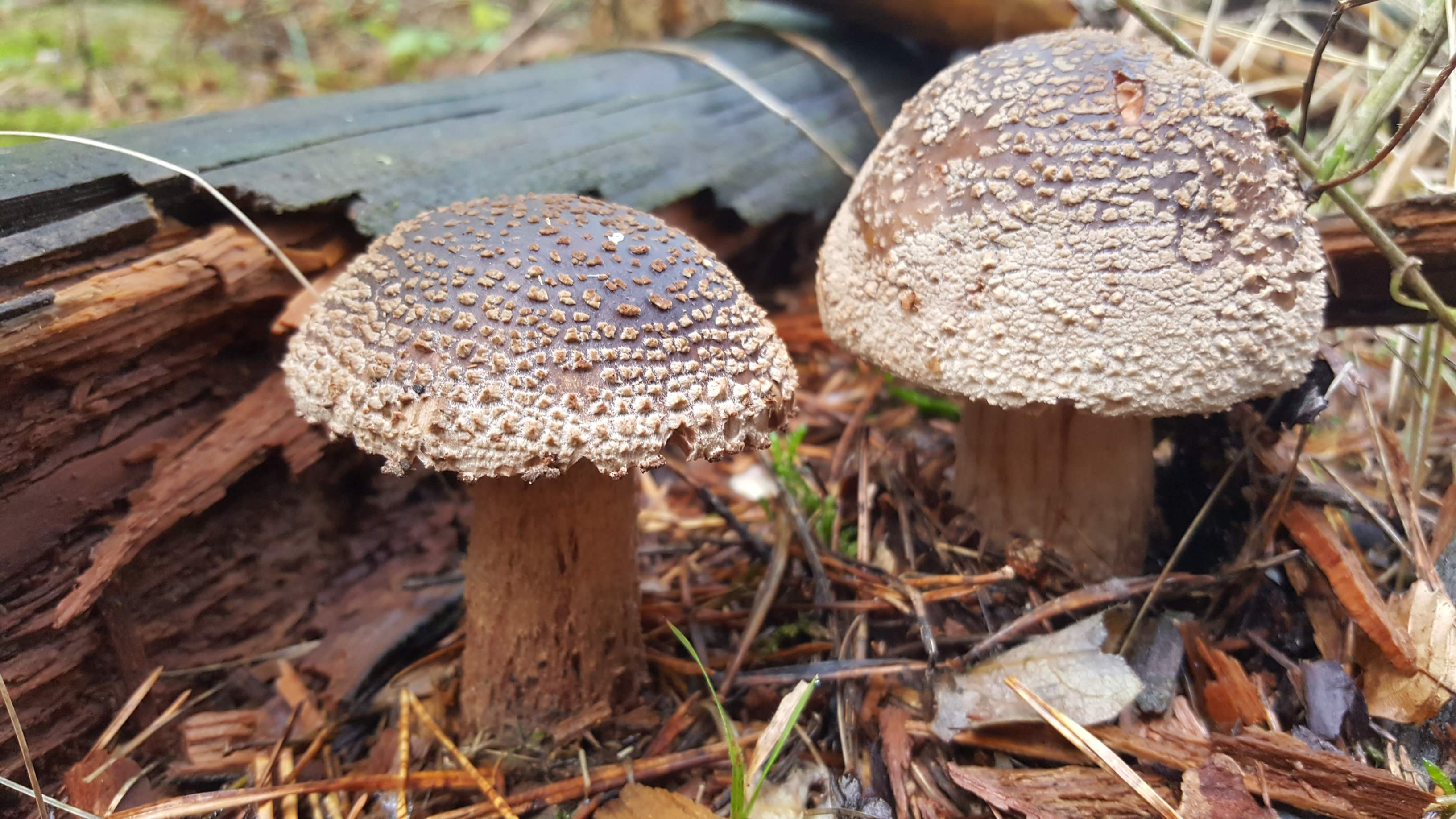
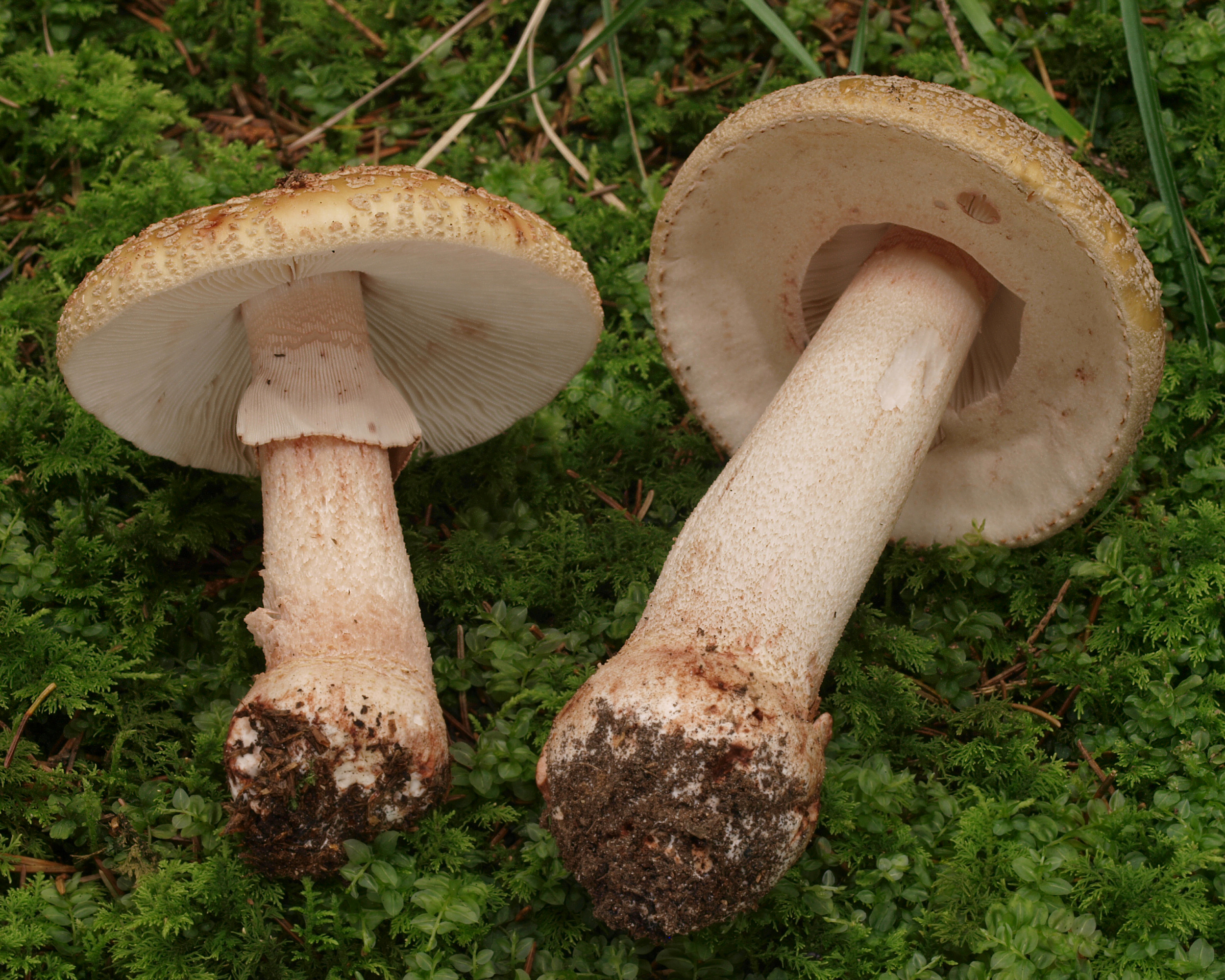
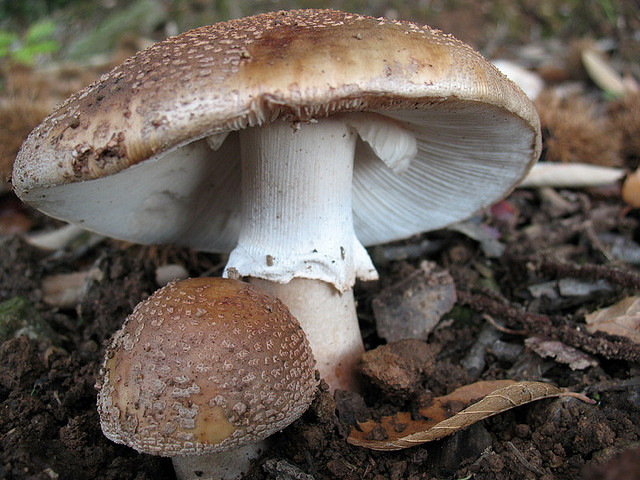
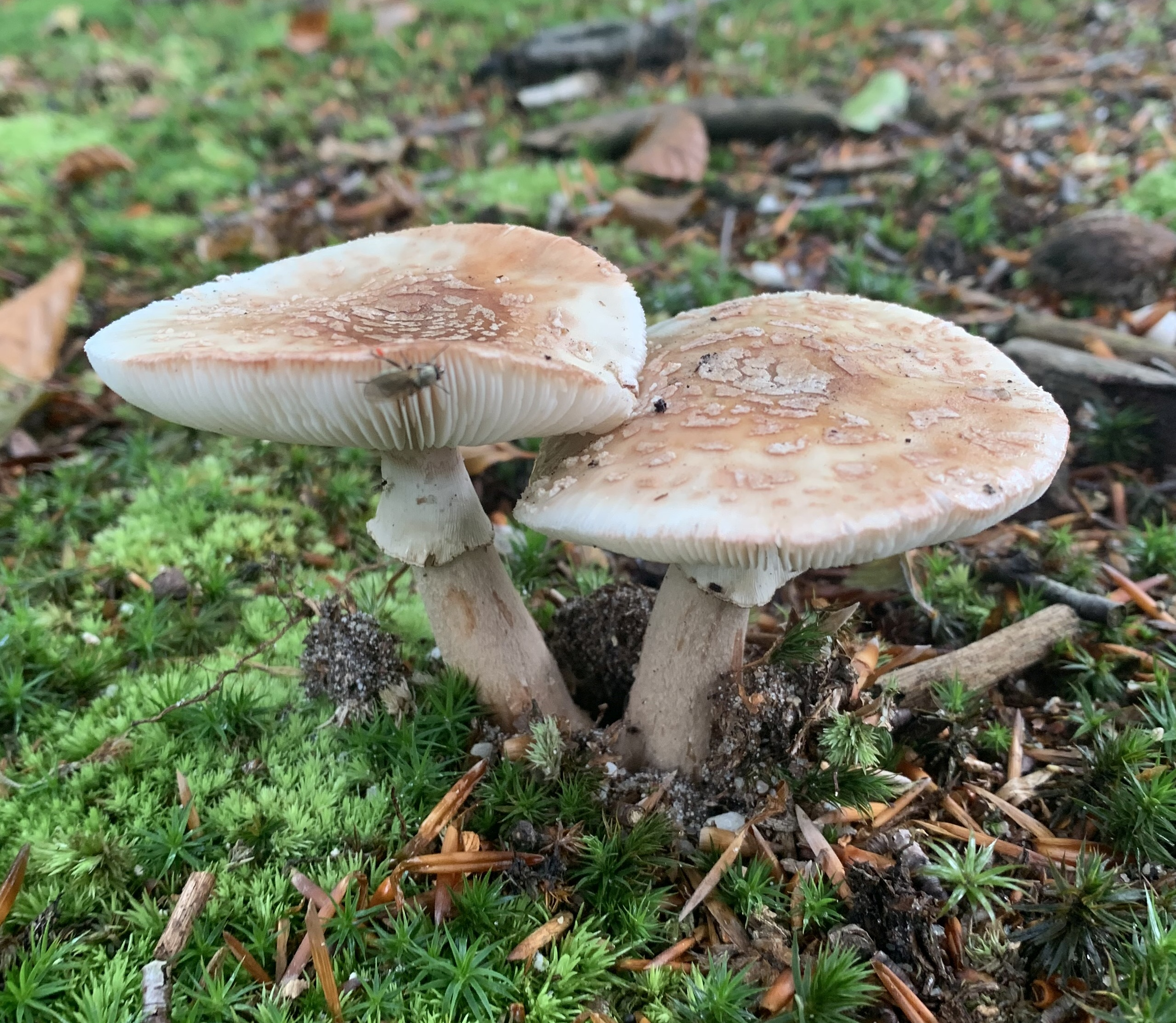
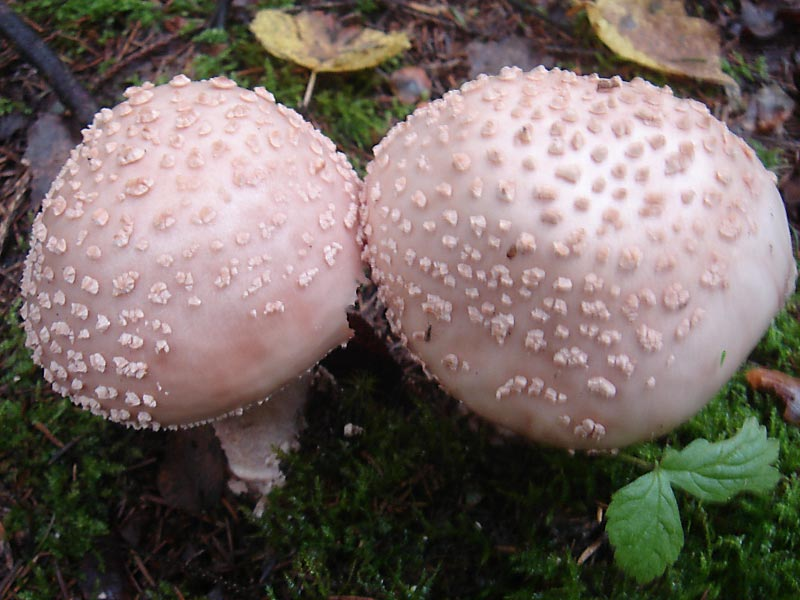
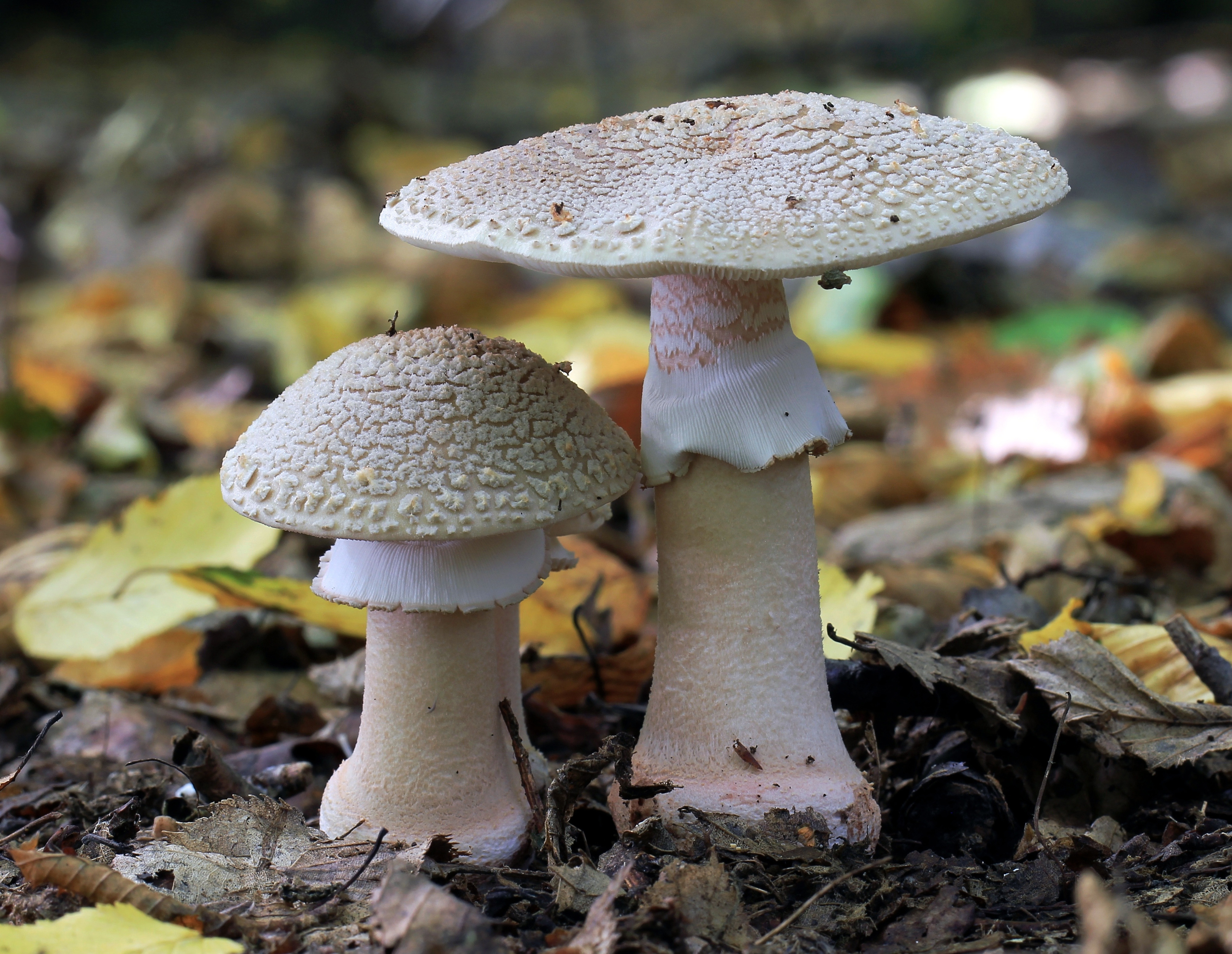
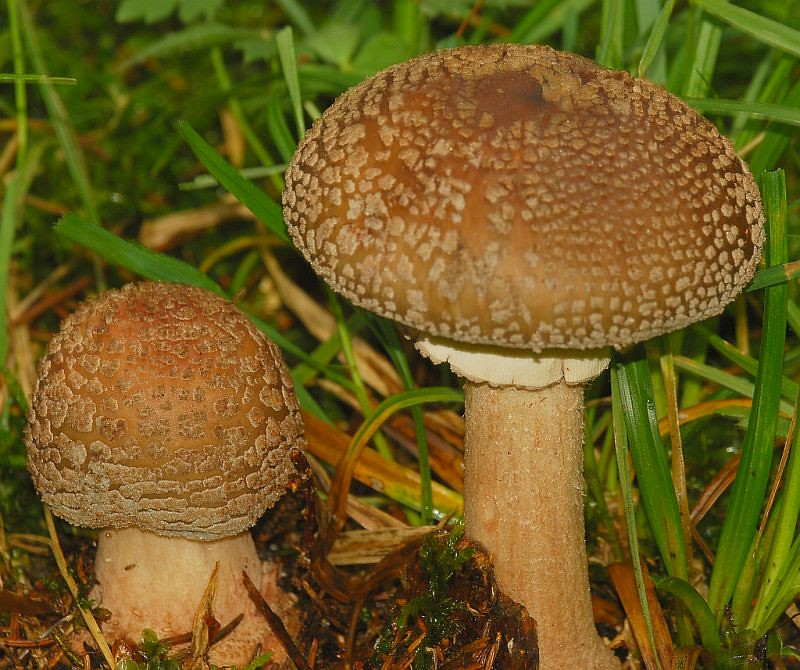
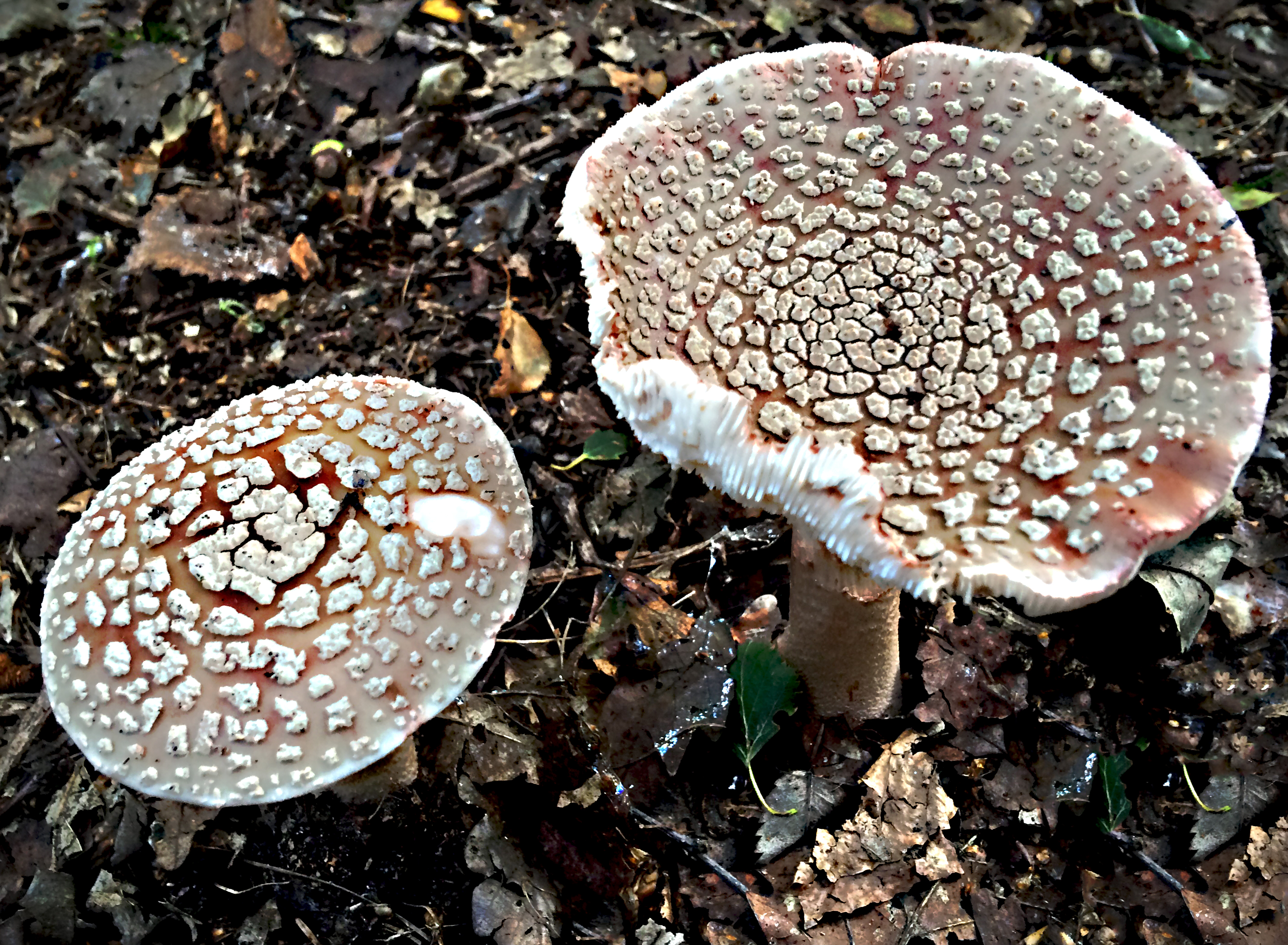
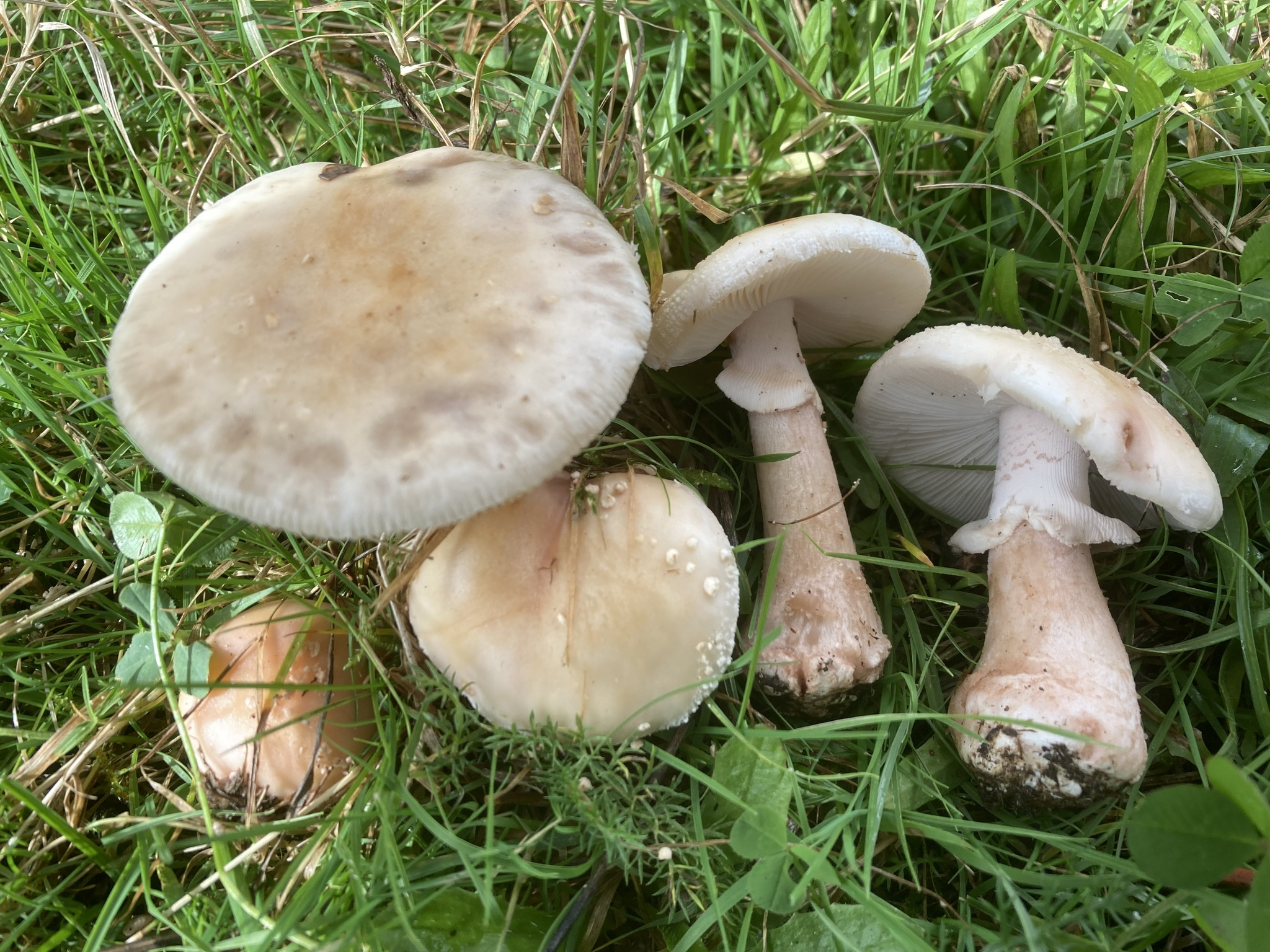
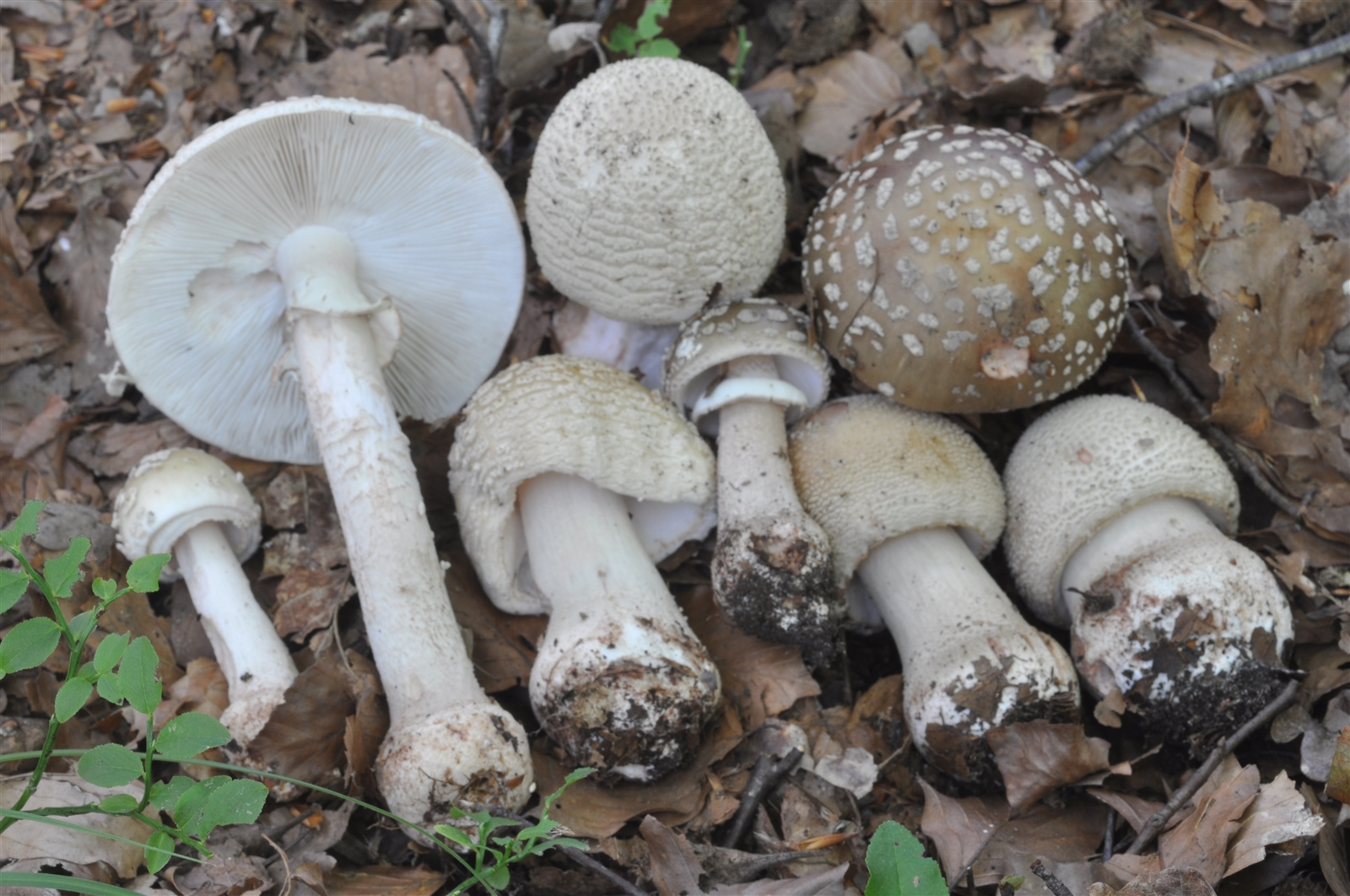

## Variétés et formes
- Amanita rubescens f. alba est une forme albinique au chapeau de couleur blanche.
- Amanita rubescens f. alutacea possède une teinte jaunâtre sur le chapeau.
- Amanita rubescens f. annulosulphurea a l'anneau entièrement ou en majeure partie jaune[4].

## Habitat et distribution
C'est une espèce mycorhizienne, très courante, poussant aussi bien sous feuillus que sous conifères, surtout sous Hêtre, Pin, Epicéa, Chêne, Châtaignier, Bouleau et Bruyère arborescente, plus rarement sous d'autres essences. Poussant sur sol plutôt non calcaire, elle est de tendance ubiquiste. Elle vient de juin à octobre mais on peut la croiser dès le mois de mai et jusqu'en novembre. Il n’est pas rare de l’observer jusqu’en décembre sur le littoral où le climat est plus tempéré. C’est dans les forêts d’épicéas qu’on trouve les plus gros exemplaires,.

## Comestibilité
L'Amanite rougissante est un comestible réputé, à condition d'être bien cuite, car elle contient de la rubescenslysine, une hémolysine, qui la rend toxique crue ou mal cuite, tout comme les Morilles. Cette toxine est thermolabile, ce qui veut dire qu'elle est détruite par la chaleur de la cuisson. La rubescenslysine perd son activité à 50 °C dans les 10 minutes.

## Confusions possibles
L'Amanite rougissante peut se confondre avec quelques autres espèces d'Amanite, dont une qui est dangereuse, cependant la distinction est relativement aisée en faisant attention aux bons critères. Elle peut se confondre avec les espèces suivantes :

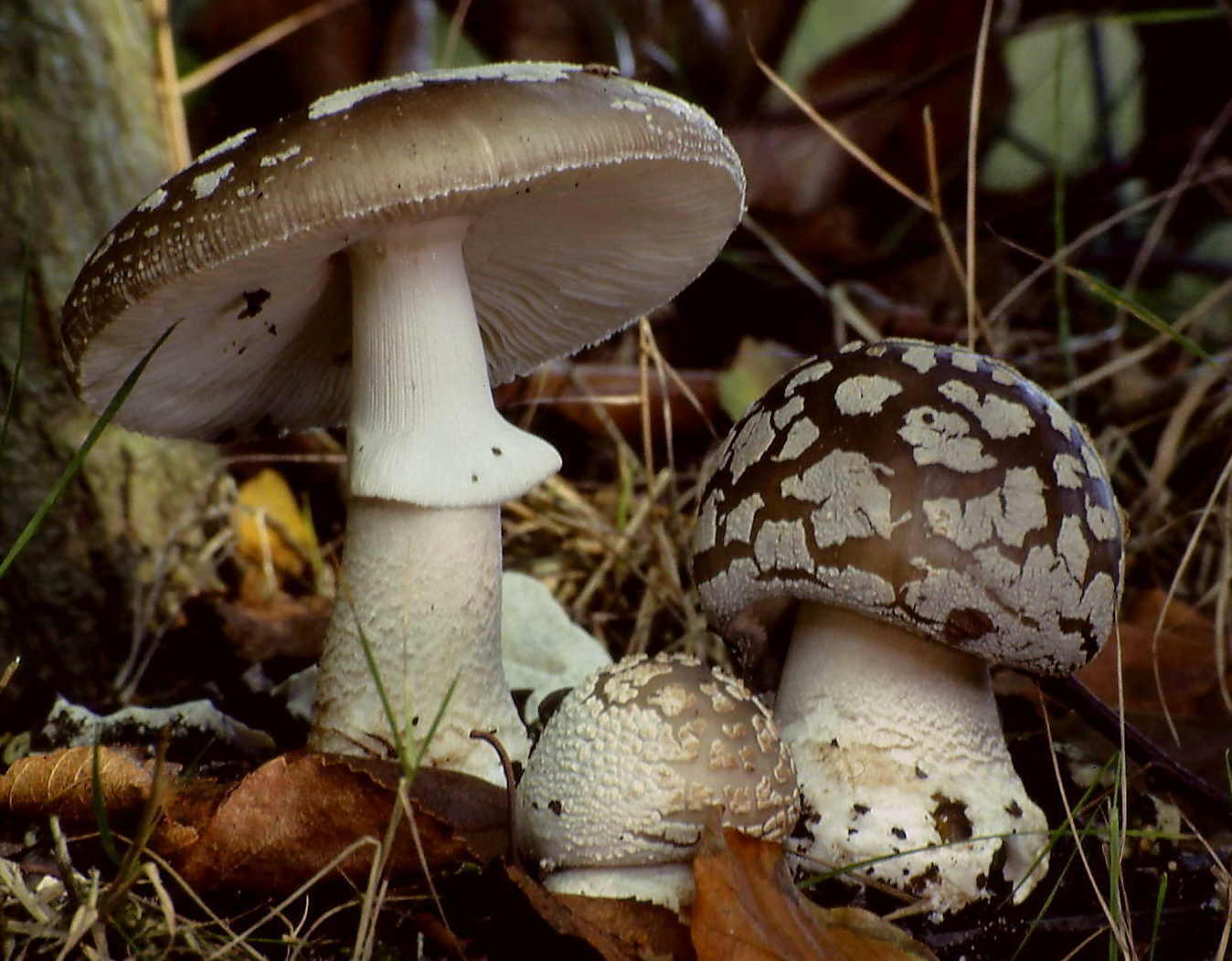
L'Amanite épaisse (Amanita excelsa var. spissa)

- L'Amanite épaisse (Amanita excelsa var. spissa) L'Amanite épaisse (Amanita excelsa var. spissa), également commune, ressemblant beaucoup à l'Amanite rougissante sauf qu'elle ne présente aucun rougissement ni de teintes vineuses, arborant des tons plus gris et sobres, aux plaques grises ornant le chapeau encore plus étalées, dessinant une sorte de "carte géographique",  et à l'odeur de rave à la base du pied. Comme l'Amanite rougissante, elle est comestible bien cuite, mais sa consommation n'est pas développée ou recommandée car ses teintes rappellent trop la toxique Amanite panthère ci-dessous.

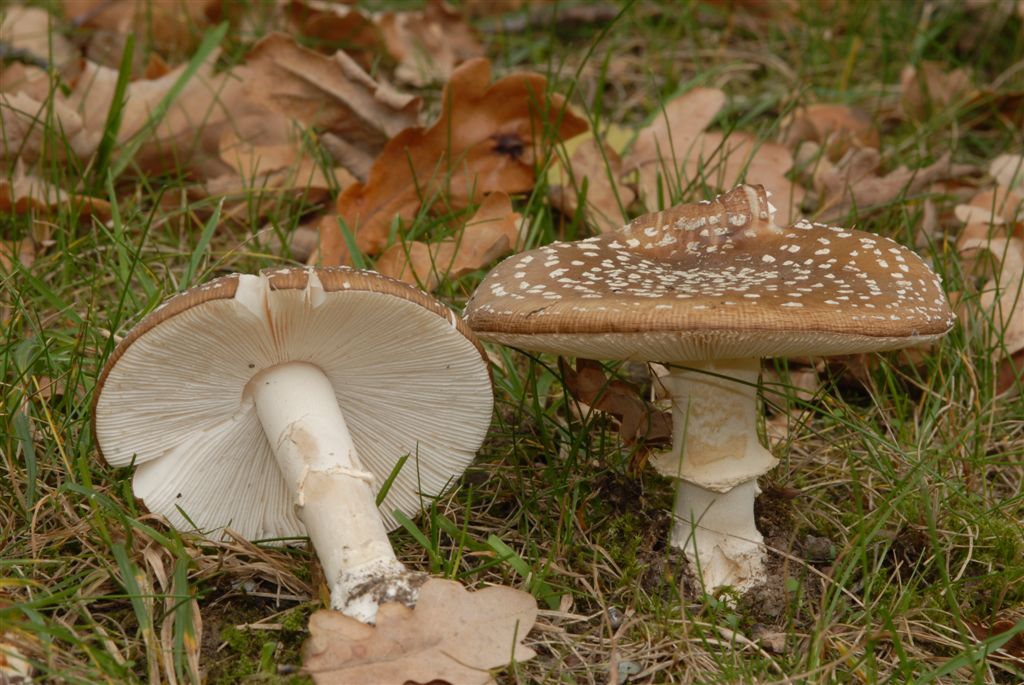
L'Amanite panthère (Amanita pantherina)

- L'Amanite panthère (Amanita pantherina)  L'Amanite panthère (Amanita pantherina), également commune en automne, est la seule confusion possible réellement dangereuse. Cependant, la différence n'est pas si compliquée ; l'Amanite panthère ne rougit pas et n'a aucune teinte vineuse, son chapeau brun aux bords striés est orné de verrues blanc pur, son anneau n'est pas strié et la base de son pied est orné d'une volve en ourlet surmontée de quelques anneaux au dessus. Toxique sévère.
- L'Amanite à voile jaune (Amanita franchetii), rare, très semblable à l'Amanite rougissante à la différence près qu'elle ne rougit pas, n'a pas de teintes vineuses et que son voile général est jaune, c'est à dire que les plaques sur son chapeau et son anneau sont entièrement jaunes. Comme l'Amanite rougissante, elle est comestible bien cuite, mais sa rareté devrait inciter à ne pas la consommer.
- L'Amanite impériale (Amanita ceciliae), peu commune, peut éventuellement faire penser à l'Amanite rougissante, cependant, elle ne rougit pas et n'a pas de teintes vineuses, elle possède un chapeau aux bords striés avec des plaques grises à gris noir, n'a pas d'anneau, a un pied zébré et possède une volve engainante. Comestible cuite.